# Ислам в России
Ислам является второй по численности верующих религией в Российской Федерации после христианства.
Точная численность мусульман в России до сих пор не выяснена окончательно и является предметом дискуссий. По данным переписи населения 2020 года численность традиционно мусульманских народов в России составляла примерно 14,5 млн чел. — около 10 % населения страны. По утверждению Духовного управления мусульман европейской части РФ, приверженцев ислама в России на тот момент насчитывалось до 20 миллионов. «Этнические мусульмане», то есть народы, традиционно исповедующие ислам, согласно переписи 2020 г., составляют большинство населения в семи субъектах Российской Федерации: в Ингушетии (98 %), в Чечне (98 %), в Дагестане (95 %), в Кабардино-Балкарии (75 %), в Карачаево-Черкесии (70 %), в Башкортостане (70~ %), в Татарстане (54 %). Также, заметная доля мусульман присутствует в Адыгее (26 %) и Астраханской области (23 %). При этом следует иметь в виду, что при переписи вопрос о вероисповедании не задавался и что не все «этнические мусульмане» фактически исповедуют ислам — так, по результатам опроса, проведённого в 2012 году исследовательским центром «Среда», лишь 42 % мусульман заявили о том, что религия играет важную роль в их жизни и что они соблюдают все религиозные предписания. Данные социологических опросов и выборочных исследований этнического состава конфессиональных общин дают основания предположить, что в России от 10 до 15 % «этнических мусульман» придерживаются иных вероисповеданий, прежде всего православного христианства. В то же время известно много случаев обращения в ислам россиян, не являющихся «этническими мусульманами». Специалисты в вопросах религии считают, что число русских мусульман составляет от 3 до 20 тысяч человек. По данным ежегодного опроса, проведённого Всероссийским центром изучения общественного мнения (ВЦИОМ) в 2025 году, мусульманами себя назвали 7 % россиян. 
Численность мусульман продолжает расти за счёт естественного прироста, особенно среди народов Северного Кавказа, а также за счёт мигрантов, главным образом из стран Средней Азии и Азербайджана. Это приводит к значительным темпам увеличения доли мусульман в населении РФ. Так, по результатам опроса «Левада-Центра», доля исповедующих ислам граждан в России выросла с 4 % в декабре 2009 года до 7 % в ноябре 2012 года (для сравнения, в 2009 году к православным себя отнесли 80 % респондентов, а в ноябре 2012 года лишь 74 %). Иными словами, в России с 2009 года сократилось число граждан, исповедующих православие и увеличилась доля исповедующих ислам.
По данным исследования «Арена: Атлас религий и национальностей», проведённого Исследовательской службой «Среда» в 2012 году, 6,5 % россиян являются последователями ислама. При этом 1,7 % россиян относят себя к суннитам, менее 0,5 % к шиитам, а 4,7 % заявляют, что не являются ни суннитами, ни шиитами.
В настоящее время происходит процесс духовного воссоединения российских мусульман с единоверцами за рубежом, осознание российскими мусульманами, что они составляют часть исламского мира.

## Появление ислама на территории современной России

### Ислам на Северном Кавказе
Город Дербент (Южный Дагестан) впервые был занят арабами-мусульманами в 651 году. В 30-е годы VIII века он окончательно вошёл в состав Халифата, и по приказу губернатора Марвана ибн Мухаммеда в нём была построена мечеть.
С того же времени (734 года) существует построенная арабами Кумухская джума-мечеть. Впоследствии образовался Дербентский эмират. После монгольских завоеваний и походов Тамерлана на территории Дагестана образовался кумыкский Шамхалат.

### Ислам в Поволжье
В IX веке вследствие развития торговых отношений с Арабским халифатом ислам проник на территорию Хазарского каганата, включая Нижнее Поволжье и Донецкий регион. В X веке в Среднем Поволжье образовалось государство Волжская Булгария, правитель которой Алмуш официально принял в 922 году ислам для укрепления отношения с Багдадским халифатом и противостояния Хазарии. Булгарский правитель стал именоваться эмиром и принял имя Джагфар ибн Абдаллах. Булгарское государство воспринималось как фортпост на самом крае исламской цивилизации. В 1241 году Волжская Булгария была покорена монголами и вошла в состав Золотой Орды.
Мусульманские традиции Волжской Булгарии способствовали исламизации Золотой Орды. В 1312 году при хане Узбеке сама Золотая Орда приняла ислам как государственную религию

### Ислам в Сибири
Исламизация Золотой Орды также способствовала проникновению ислама в Сибирь, где впоследствии образовалось татарское Сибирское ханство. В 1394 году из Бухары в Сибирь для обращения местных племен в ислам была направлена военная экспедиция имама Бахауддина Накшбанда. В результате экспедиции на территории современной Тюменской области появилась Баишевская астана, которая стала впоследствии почитаться как святое место.

### Ислам в Крыму
Исламизация Золотой Орды способствовала проникновению ислама на Крымский полуостров, где в 1441 году образовалось татарское Крымское ханство. Уже в 1314 году там появилась Мечеть хана Узбека. В XV веке было основано Текие дервишей в Евпатории.

## Включение мусульманских территорий в состав России
Первым мусульманским регионом в России стало Касимовское ханство (1452—1681). Там была возведена Ханская мечеть в Касимове. Мусульманский правитель Касимовского ханства Шигалей принимал участие в завоевании Казанского ханства (1552) в составе войска российского царя Ивана Грозного.
Астраханское ханство было завоёвано в 1556 году.
В 1557 году правитель Ногайской Орды признал себя вассалом Ивана Грозного.
Присоединение Сибирского ханства произошло в конце XVI века.
Если завоевание татарских ханств происходило в результате военных действий, то исповедующие ислам башкиры добровольно вошли в состав России (1557), что гарантировало им право свободного исповедания своей веры. Попытка православных миссионеров обратить татар в православие имела ограниченный успех (кряшены). Попытки насильственной христианизации башкир натолкнулись на ожесточенное сопротивление (Башкирское восстание 1681 года).
В 1731 году Младший жуз, а в 1741 году Средний жуз приняли российское подданство, в результате чего казахи вошли в состав Российской империи.
Присоединение Крыма к Российской империи состоялось в 1783 году.
Присоединение исламских народов Северного Кавказа произошло в XIX веке в результате Кавказской войны.

## Мусульмане в Российской империи
Административные реформы и дальнейшая централизация России сделала актуальным исламский вопрос. Попытки христианизации мусульманских подданных приводили к ожесточенному сопротивлению. В итоге императрица Екатерины II приняла исторический указ 1773 «О терпимости всех вероисповеданий».
В 1788 году по её указу была создана первая официальная организация мусульман России — Магометанское духовное собрание, центром которого стал город Уфа. Первым российским муфтием стал Мухамеджан Хусаинов, который получал жалование из императорской казны.
Магометанское духовное собрание было учреждено с целью контроля государства над мусульманским духовенством, кадровый состав которого полностью определялся государством, и для дальнейшего использования официальных исламских институтов в проведении российской политики среди мусульманского населения как внутри Российской империи, так и за её пределами.
В 1817 году Александр I подписал указ об образовании Министерства духовных дел, в котором было определено, что муфтий должен избираться мусульманским обществом. Данное положение вошло и в утверждённый в 1836 году Устав Департамента духовных дел иностранных исповеданий. Однако реально муфтии назначались на должность императором по представлению министра внутренних дел. Только в сентябре 1889 года Государственный совет внёс соответствующие изменения в законодательство, и обычная практика обрела силу закона.
Кадии МДС избирались мусульманским духовенством Казанской губернии, а после 1889 года — назначались Министерством внутренних дел по представлению муфтия.
МДС было высшей инстанцией духовного суда с распорядительными (назначение духовного лица для разбирательства) и контролирующими (отмена решения духовного лица и вынесение окончательного постановления) функциями. Оно руководствовалось своеобразным синтезом норм шариата и общероссийского законодательства. Издание фетв муфтием и кадиями контролировалось губернской администрацией и Министерством внутренних дел. Под давлением властей ОМДС принимало постановления, запрещавшие применение тех положений шариата, которые противоречили законам Российской империи.
МДС не имело чёткой структуры и отделений на местах. Проекты создания органов среднего звена — губернских духовных собраний и мухтасибатов отвергались властями. Так, в 1860-х годах проект реформ Марджани, направленный на создание местных отделений и централизованной системы мусульманского образования, был отвергнут. Более того, в начале XX века появились проекты закрытия ОМДС и создания на его месте нескольких духовных управлений.
К 1889 году в ведении МДС находилось 4254 прихода, 3,4 млн прихожан обоего пола, 65 ахунов, 2734 хатыба, 2621 мударрисов и имамов, 2783 муэдзина; к 1912 году — 5771 приход, 4,5 млн прихожан обоего пола и 12 341 духовное лицо.
Поддержка МДС различных действий правительства зачастую приводила к стремлению национальной татарской элиты взять МДС под свой контроль, которое усилилось после назначения в 1915 году муфтием М. Баязитова, подвергнутого бойкоту татарской элитой.
Сразу после Февральской революции 1917 года национальные деятели Уфы взяли под контроль МДС и сместили муфтия М. Баязитова. Для управления МДС была создана комиссия из 16 человек под председательством имама Хабибуллы Ахтямова.

#### Исламские государства Северного Кавказа. Имамат
Исламский фактор играл в политической и государственной жизни важную роль вплоть до Кавказских войн, в результате которых России удалось победить Северо-Кавказский имамат и Черкесию.
После распада Российской Империи на недолгое время до становления Советской власти были вновь учреждены северокавказские государства-эмираты с действием норм шариата.

## Ислам в период революций 1917 года
Мусульманская интеллигенция приветствовала февральскую революцию в России. В Москве прошел первый Всероссийский съезд мусульман, который 11 мая 1917 года принял решение о создании Всероссийского мусульманского совета. При Совете был создан исполнительный комитет (Икомус) из 12 членов, председателем которого стал Ахмед Цаликов. В резолюции от 4 мая говорилось о необходимости для мусульман защищать Россию во имя борьбы за свободу.
Всероссийский мусульманский совет безуспешно пытался войти во Временное правительство. Всероссийский мусульманский совет обратился к Временному правительству с просьбой по всем вопросам, касающимся мусульман, взаимодействовать только с ним как с «единственным политическим центром всего мусульманского мира России». 4 июля 1917 года Икомус принял решение направить делегацию в правительство для переговоров по формированию нового состава Временного правительства. Делегацию принял князь Георгий Львов, который согласился с требованиями и запросил список претендентов на министерские посты от мусульман. Мусульмане выдвинули кандидатуры на посты главы ведомства государственного призрения и заместителей министров земледелия и просвещения, однако эти предложения не были реализованы.
Совет сыграл значительную роль в подавлении корниловского мятежа. Среди корниловцев на Петроград двигалась «дикая дивизия». Навстречу «дикой дивизии» выехали представители Совета, которые уговорили горцев прекратить участие в походе.
22 сентября 1917 года собрание делегатов национальных организаций выделило Совету 4 места в Предпарламенте. Осенью 1917 года стало очевидным нежелание мусульманской общественности России участвовать в общероссийских организациях.
Не добившись значительного представительства на общероссийском уровне, мусульманские активисты добились успехов в формировании автономий в местах проживания мусульман. 22 июля 1917 года в Казани на объединенном собрании участников трех всероссийских съездов (военного, мулльского и общего) была провозглашена национально-культурная автономия мусульман Европейской России и Сибири и созданы Национальный парламент и Национальное управление (правительство) в составе трех ведомств (просвещения, финансов и религии), а также Коллегия по осуществлению культурно-национальной автономии мусульман внутренней России. Все эти органы возглавил член Икомус Садретдин Максудов.
Октябрьскую революцию Всероссийский мусульманский совет поначалу не принял. 28 октября 1917 года Икомус делегировал трех представителей в антибольшевистский Комитет спасения Родины и революции. 10 ноября 1917 года на первой полосе печатного органа Совета было выражено от имени мусульман негативное отношение к большевикам, сопровождавшееся призывом к ненасильственном сопротивлению.
Отношение Совета к большевикам резко изменилось после появления обращения Совета народных комиссаров «Ко всем трудящимся мусульманам России и Востока» от 20 ноября 1917 года. Уже 24 ноября 1917 года Совет с оговорками поддержал большевиков, отметив:

Все, чего так страстно домогается мусульманское население России и все, что стоит великим политическим идеалом перед народами мусульманского Востока, обещано правительством народных комиссаров. Никогда никакое европейское правительство не говорило с мусульманами таким языком…
Всероссийский мусульманский совет установил контакты с Совнаркомом. выборах во Всероссийское учредительное собрание. 1 января 1918 года в Петроград прибыли семь депутатов-социалистов Учредительного собрания от Казанской и Уфимской губерний и создали Мусульманскую социалистическую фракцию «во имя сохранения преемственности идеи мусульманского представительства в общегосударственных учреждениях и его самостоятельности».
5 января 1918 года на заседании Учредительного собрания Цаликов выступил со следующими предложениями:
- Немедленно созвать международный мирный социалистический конгресс с участием представителей «угнетавшихся доселе народов России и других угнетаемых народов Европы, Азии и Африки»;
- Немедленно провозгласить и реализовать на всей территории России права человека и гражданина;
- Немедленно провести глубокие социально-экономические мероприятия с учетом местных условий;
- Признать Россию федерацией и санкционировать существование штата «Поволжье-Южный Урал» и Туркестанского штата.

Большевики разогнали Учредительное собрание. 17 января 1918 года было реализовано предложение Сталина — создан Центральный мусульманский комиссариат. Однако во главе этого комиссариата был поставлен не Цаликов, а Мулланур Вахитов. 3 февраля 1918 года в Петрограде собрались члены Всероссийского мусульманского совета, которые решили известить мусульманские организации Кавказа, Крыма, Казахстана и Туркестана, что Совет самоликвидируется с 1 марта 1918 года. 23 мая 1918 года «Известия» опубликовали постановление ВЦИК об упразднении Всероссийского мусульманского совета.

## Советский период
Поначалу официальная политика Советской власти и СССР в отношении мусульманства была наиболее благоприятной по сравнению с линией, проводившейся в отношении иных исповеданий и религиозных групп. Активно привлекавшееся большевиками для крушения названной ими «тюрьмой народов» Российской империи, мусульманское население также было призвано поддержать становление Советской власти. Для мусульманских народов были учреждены Башкирская, Татарская, Туркестанская и другие первые из автономных советских республик.
16—25 сентября 1920 года в Уфе под председательством муфтия Г. Баруди прошёл I всероссийский съезд мусульман, на котором было создано Центральное духовное управление мусульман (ЦДУМ) как преемник Оренбургского магометанского духовного собрания в делах религиозного управления мусульман Европейской России, Сибири и Казахстана.
Однако с начала 1923 года началось закрытие религиозных школы округа ЦДУМ. Муллы приступили к открытию подпольных школ, начали агитацию за открытие религиозных школ, организуют отправку писем от имени верующих в центральные государственные и партийные органы.
10—25 июня 1923 года в Уфе проходил II Всероссийский съезд мусульманских деятелей, на котором присутствовало 285 делегатов и муфтии Коканда, Ташкента и Крыма. Муфтием и председателем Диния назараты был избран Р. Фахретдин. Этот съезд показал, что уфимский муфтият является Центральным духовным управлением мусульман не только своего округа, но и большей части мусульман СССР. 30 ноября 1923 года НКВД РСФСР утвердил Устав ЦДУМ, по которому его полномочия распространялись на Европейскую часть РСФСР и Сибирь, включая Казакскую АССР.
21 августа 1925 года НКВД и Наркомпрос РСФСР издали инструкцию, по которой преподавание мусульманского вероучения могло впредь производиться только в мечетях и только лицам, достигшим 14-летнего возраста или окончившим начальную советскую школу.
25 октября 1926 года состоялся съезд мусульман Татарстана, Башкирии, Казахстана, Украины, Чувашии и областей РСФСР. Руководители страны получили от них приветственные телеграммы, в которых говорилось о грядущем единении мусульман всего мира под знамёнами советской власти во имя борьбы с империализмом.
Официальное мусульманское духовенство активно содействовало проведению советской внешней политики. В 1926 году состоялся I Всемирный мусульманский конгресс. СССР на нём был представлен руководством Центрального духовного управления мусульман (ЦДУМ). Делегация мусульман из СССР на конгресс была отправлена по инициативе советского дипломата Карима Хакимова.
Во второй половине 1920-х годов особенно усилились давление и атеистическая пропаганда, направленные против всех религиозных учреждений, в том числе и исламских. Мусульманство, как и другие религии, понесло сильный урон в результате того, что большинство мечетей и мусульманских учебных заведений было закрыто или даже разрушено. Так, например, к 1930 году только в Татарстане из 12 000 мечетей было закрыто более 10 000, от 90 до 97 % мулл и муэдзинов были лишены возможности осуществлять свои обязанности.
С 1944 года управление духовными делами мусульман СССР осуществляли четыре независимых друга от друга центра — духовных управления мусульман. Из них на территории России располагались духовные управления мусульман (ДУМ) Северного Кавказа (Буйнакск) и Европейской части СССР и Сибири (Уфа).
В 1960—1980-х годах ДУМам разрешили издавать Коран, выпускать лунные календари, заниматься обеспечением мечетей предметами культового назначения. С июля «1968 года начал выходить журнал Мусульмане Советского Востока» — единственный религиозный исламский журнал в СССР (ориентирован он был не столько на советских мусульман, сколько на иностранцев). Однако число мечетей в РСФСР оставалось небольшим. Например, в ведении Духовного управления мусульман Европейской части СССР и Сибири на 1983 год находились только 182 действующие мечети, а в 1988 году — 211 мечетей.
В конце 1970-х — начале 1980-х годов наблюдалась явная активизация мусульманских религиозно-националистических настроений в южных республиках СССР, чему способствовали война в Афганистане и исламская революция в Иране. Органы КГБ отмечали, что среди таджикской и узбекской молодёжи широкое распространение получило ваххабитское учение. В сентябре 1981 года ЦК КПСС принял постановление «О мероприятиях по противодействию попыткам противника использовать „исламский фактор“ во враждебных СССР целях», дополненное в апреле 1983 года постановлением «О мерах по идеологической изоляции реакционной части мусульманских священнослужителей».
К концу 1980-х годов положение мусульман на территории РСФСР было неоднозначным. Не хватало образованного духовенства, причём готовить богословов было негде, так как в СССР были только одно медресе (в Бухаре) и один исламский институт (в Ташкенте). Только в 1989 году Духовное управление мусульман Европейской части СССР и Сибири смогло открыть богословские курсы для священнослужителей, в том же году на хуторе Миасском в Челябинской области открылась медресе. Поэтому проблемой были так называемые «бродячие муллы» — лица без религиозного образования, которые вели проповедь. О низком уровне образования мусульманского духовенства РСФСР говорят следующие цифры: в 1990 году из 857 имамов и муэдзинов РСФСР только 21 имел высшее образование. Вплоть до 1990 года советские мусульмане не могли совершить хадж в Саудовскую Аравию.
Положение изменилось в сторону благоприятного официального отношения к исламу и его усиления в последние годы существования СССР в эпоху гласности и перестройки. Здесь важную роль сыграл 1989 год, когда отмечались сразу две юбилейные даты — 200-летие Духовного управления мусульман Европейской части России и Сибири и 1100-летие принятия ислама населением Поволжья и Приуралья. Празднование этих событий сыграло примерно ту же роль в улучшении отношений между советскими мусульманами и государством, как ранее празднование 1000-летия Крещения Руси. В честь юбилеев было разрешено выпустить 50 тыс. экземпляров Корана и другой религиозной литературы, сами торжества прошли в Уфе, Казани, Ленинграде и Москве, на них побывало более 70 зарубежных гостей из 28 стран.
Важную роль в усилении ислама в 1990—1991 годах в России сыграла открывшаяся возможность контактов с единоверцами за рубежом и получения иностранной помощи. В июне 1990 года в Уфе прошел V съезд Духовного управления мусульман Европейской части СССР и Сибири, причем Турция и Саудовская Аравия подарили управлению по 1 млн долларов и 1 млн экземпляров Корана. На этом съезде было решено отказаться от взносов в общественные фонды, прежде всего в «Фонд мира». В 1990 году 750 советских паломников были отправлены в хадж, причём значительную часть стоимости поездки (7 тыс. рублей из 13 тыс. рублей) компенсировало духовное управление мусульман.

## Ислам в Российской Федерации
В 1990-е годы в России происходит резкий рост числа мечетей и численности мусульманского духовенства. В 1996 году в Российской Федерации было уже 2349 мечетей. Тем не менее постсоветский период привел к организационному расколу двух советских духовных управлений мусульман. Это привело к ослаблению централизации среди мусульманского духовенства, к появлению большого числа фактически независимых муфтиятов.
Картографическим Информационным Центром ИНКОТЭК издан Атлас «Исламское сообщество Российской Федерации»; «картографическая информация Атласа наглядно отражает данные о размещении свыше пяти тысяч мусульманских религиозных организаций в регионах восьми федеральных округов России» (данные 2018 года).
Исследования, направленные на восстановление картины роста и распространения исламских организаций на территории Российской Федерации, также проводятся Международным центром изучения политического ислама. Российским отделением Международного центра изучения политического ислама составлены карты исламских организаций в Российской Федерации, представленные на рисунке. Источником данных является Единый государственный реестр юридических лиц РФ. Согласно данным картограмм число исламских организаций в Российской Федерации в 2000 году составляло 2362, а к 2020 году выросло до 6433 организаций.
28 марта 2013 года Министерство образования и науки Российской Федерации издало приказ, который запретил ношение школьницами хиджабов, установив, что одежда учащихся государственных (муниципальных) и их внешний вид должны «носить светский характер». Верховный суд Российской Федерации отклонил иск родителей из Мордовии, которые пытались оспорить этот приказ, несмотря на то, что против данного документа выступил также представитель Русской православной церкви.

## Духовные управления мусульман в России
До 1991 г. в РСФСР действовало два духовных управления мусульман — Духовное управление мусульман европейской части СССР и Сибири (ДУМЕС) в Уфе и Духовное управление мусульман Северного Кавказа (ДУМ СК) в Буйнакске.
С начала 1990-х годов существуют такие крупные региональные муфтияты, как Муфтият Республики Дагестан, Духовное управление мусульман Чеченской Республики, Духовное управление мусульман Республики Татарстан и Духовное управление мусульман Республики Башкортостан.
В настоящее время насчитывается более 80 духовных управлений мусульман (муфтиятов), которые в большинстве случаев подразделяются на казыяты и мухтасибаты. Большинство этих муфтиятов объединено в три крупные централизованные организации: Центральное духовное управление мусульман России (ЦДУМ) в Уфе, Духовное управление мусульман Российской Федерации (ДУМ РФ) / Совет муфтиев России (СМР) и Координационный центр мусульман Северного Кавказа (КЦМСК) в Москве.
Наблюдается противостояние между ЦДУМ и ДУМ РФ, между КЦМСК и ДУМ РФ. Зачастую результатом этого становится появление параллельных мусульманских управленческих структур в ряде регионов. В 2016 году в Москве было создано Духовное собрание мусульман России (ДСМР) — ещё один из общероссийских муфтиятов. Примером дружественных отношений являются связи между ЦДУМ и КЦМСК, выражающиеся, в частности, в направлении студентов на обучение в духовные вузы друг друга.

## Течения в исламе на территории России
В соответствии с традиционной классификацией российские мусульмане в основном сунниты ханафитского мазхаба. Сунниты шафиитского мазхаба преобладают только в Дагестане, Чечне и Ингушетии. Небольшую долю мусульман России составляют шииты. Шиитами-двунадесятниками являются проживающие в России азербайджанцы, а также таты и часть лезгин на юге Дагестана. Шииты-исмаилиты представлены только мигрантами — памирцами из Таджикистана.
В то же время, согласно новейшему исследованию службы «Среда», большинство рядовых мусульман России не относят себя ни к суннитам, ни к шиитам. Наибольший процент суннитов и шиитов проживает в Дагестане (49 и 2 процента соответственно).
В Дагестане, Чечне и Ингушетии среди суннитов широко распространён суфизм. В нём существуют различные тарикаты (направления), основанные религиозными авторитетами и названные по их именам. Суфизм в Чечне и Ингушетии представлен тарикатами накшбандийя и кадырия, в Дагестане распространен также тарикат шазилийя. Тарикаты состоят из мелких религиозных групп — вирдовых братств, которых только в Чечне существует более тридцати. Самым многочисленным суфийским братством в Чечне является братство кунтахаджинцев (зикристов) — последователей кадирийского тариката в интерпретации шейха Кунта-Хаджи Кишиева — и отделившиеся от него вирды — Баммат-Гирей-Хаджи, Чиммирзы, Мани-шейх. К кадирийскому тарикату относятся и последователи Батал-Хаджи, проживающие в Ингушетии. До 1991 года в Чечено-Ингушетии наиболее влиятельными были последователи накшбандийского тариката, но с начала 1990-х годов в Чечне они были оттеснены последователями кадирийского тариката на периферию общественно-политической жизни и даже подверглись преследованиям. В Дагестане самым известным и влиятельным шейхом являлся Саид Афанди Чиркейский. Он возглавлял два тариката — накшбандийя и шазалийя. Суфийские братства в Дагестане в основном формируются по этническому принципу.
На Северном Кавказе наблюдается противостояние «народного» ислама — практического суфизма и исламского фундаментализма (салафизма).

## Ислам и государство в России
Российские власти внимательно следят за тенденциями внутри мусульманских сообществ, а также пытаются избежать межрелигиозных конфликтов («исламофобии»). В. Путин и Д. Медведев по исламским праздникам поздравляли российских мусульман и даже иногда появлялись в мечетях.
В России нет федерального закона, запрещающего ношение хиджаба в учебных заведениях, но во многих регионах девочек в хиджабах не допускают в классы. Это прежде всего происходит в регионах, исторически не являющихся мусульманскими, но в которых теперь существуют довольно крупные мусульманские общины (например, такие города, как Ставрополь, Волгоград и Ульяновск). Строительство новых мечетей нередко сталкивается как с правовыми препятствиями на уровне местной администрации, так и с протестами со стороны некоторых групп населения.

### Ислам среди российских заключённых
По состоянию на 1 января 2011 года в системе ФСИН официально действовали 40 мечетей и 115 мусульманских молитвенных комнат. По количеству культовых зданий в системе ФСИН мусульманские религиозные организации находились в 2011 году на втором месте после православных общин.
Как сообщает правозащитная организация «Gulagu.net», мусульмане в российских тюрьмах на протяжении многих лет систематически подвергаются репрессиям. Подобное не наблюдается среди иудеев, буддистов и редко случается по отношению к православным. У мусульман же отбираются религиозные книги, коврики для молитвы, также манипулируют их религиозными предписаниями, например, пищевыми запретами. По информации правозащитников из «Центра анализа и предотвращения конфликтов», мусульман наиболее дискриминируют в российских колониях.
В тюрьме Димитровграда в апреле 2022 года постящиеся мусульмане-заключённые были подвержены избиениям и пыткам со стороны сотрудников тюрьмы. Выражая протест, десятки заключённых устроили голодовку и вскрыли себе вены.

## Ислам и проблема сепаратизма
В 1980-е годы среди советских мусульман стали распространяться идеи исламского фундаментализма. Сторонники «чистого ислама», как они себя называли, заметно выделялись из основной массы верующих активным неприятием «безбожного» общества, оппозицией к «официальному» мусульманскому духовенству и критическим отношением к «народному исламу». За ними прочно закрепилось наименование «ваххабитов», хотя они таковыми себя не считали и в отличие от «истинных» ваххабитов они не принадлежали к ханбалитскому мазхабу. В 1990-е годы Северный Кавказ стал тем регионом России, где конфронтация между сторонниками «чистого» и «традиционного» ислама стала наиболее острой. Созданная в июне 1990 года Исламская партия возрождения выступала за построение «чисто исламского» государства, основанного на шариате.
Осенью 1991 года чеченские национал-радикалы во главе с генералом Дудаевым пришли к власти на большей части Чечено-Ингушетии и провозгласили независимую Чеченскую республику, с 1993 года названную «Чеченская Республика Ичкерия». Исламские фундаменталисты поддерживали чеченских сепаратистов и считали «национальную революцию» первым шагом на пути к построению в Чечне исламского государства. В мае 1998 года ответ на попытки властей Дагестана покончить с присутствием «ваххабитов» в селах Карамахи, Чабанмахи и Кадар, лидеры местных «джамаатов» объявили эти села «исламской территорией, управляемой нормами шариата» (смотри статью Кадарская зона).
В Чечне после прекращения военных действий в августе 1996 года новый президент республики Зелимхан Яндарбиев взял курс на ускоренную исламизацию. В Чечню для «утверждения шариата» был приглашён лидер дагестанских радикальных исламистов Багауддин Магомедов. В сентябре 1996 года своим указом Яндарбиев упразднил в Чечне светские суды и ввел исламский уголовный кодекс, ислам провозгласили государственной религией. Шариатские гвардейцы не только задерживали и наказывали палками любителей спиртного, торговцев водкой и пивом, но и мешали проведению свадеб и молодёжных вечеринок, запрещали песни, танцы и т. п. Это вызвало всеобщее недовольство, тем более, что процветало вымогательство — часто за взятку нарушитель исламской морали мог рассчитывать на избавление от «шариатского» наказания. Против засилья «ваххабитов» выступали муфтий республики Ахмад-Хаджи Кадыров и ряд других представителей мусульманского духовенства Чечни.
В первых числах августа 1999 года боевики-исламисты под командованием Хаттаба и Басаева вошли со стороны Чечни на территорию двух горных дагестанских районов и провозгласили создание в Дагестане «исламского государства». Федеральные войска выбили боевиков с территории Дагестана, в ходе этой военной операции был установлен контроль официальных властей и над тремя «ваххабитскими» селами. С конца сентября началась полномасштабная «вторая чеченская война».
Установление контроля федеральных сил над Чечнёй в ходе второй чеченской войны привело к «выдавливанию» радикальных исламистов в другие республики Северного Кавказа — Дагестан, Ингушетию, Кабардино-Балкарию и Карачаево-Черкесию (см. статью Последствия Второй чеченской войны). В этих республиках в 1990-х — начале 2000-х годов власти совершали немало ошибочных карательных действий в отношении широкого круга верующих мусульман, что привело к расширению среди них протестных настроений. Сепаратисты умело воспользовались этим для вербовки сторонников. Они создали сеть подпольных сепаратистских общин (джамаатов). В республиках Северного Кавказа, особенно в Дагестане, есть определённый круг молодых интеллектуалов, которые убеждены, что в ситуации, когда господствует несправедливость, коррупция и т. д., наилучшим решением будет введение шариата. Идеологи сепаратистов отводят одно из ведущих мест джихаду, понимаемому как вооруженная борьба за веру. Среди них также широкое хождение имеет концепция, позволяющая объявлять джихад как «неверным» также и мусульманам Северного Кавказа, не поддерживающим сепаратистов. Исламисты борются за создание на Северном Кавказе территории, находящейся под управлением на основе шариата, которое стало бы одной из основ для объединения всех мусульман мира в единое политическое пространство.
В рамках проведения борьбы с проникновением идеологии исламского экстремизма власти на Северном Кавказе идут на серьёзные ограничения деятельности многих мусульманских институтов. Так, была свёрнута деятельность практически всех исламских благотворительных организаций, что привело к ухудшению финансового состояния исламских общин и свёртыванию многих благотворительных и просветительских программ. Резко уменьшилось издание книг мусульманского направления, закрылись многие региональные газеты и журналы. Были закрыты учебные заведения, в которых шла открытая пропаганда идей исламского экстремизма, но в Кабардино-Балкарии и в Карачаево-Черкесии местные власти в конце 1990-х годов закрыли также все неофициальные исламские учебные заведения. В начале 2000-х годов под предлогом борьбы с ваххабизмом силовые структуры Кабардино-Балкарии стали закрывать также и мечети. После назначения на должность президента республики Арсена Канокова эти перегибы медленно исправляются, однако напряжение в мусульманской общине республики все ещё не спадает.
Летом 2006 года так называемый военный амир Кабардино-Балкарии Анзор Астемиров (амир Сейфуллах) в своём обращении к мусульманам республики, опубликованном на сайте «Кавказ-центр», сообщил, что составляются списки «предателей из числа имамов, они будут предупреждены, им будет дано время исправиться. В случае если они не воспримут предупреждение, они будут уничтожены». После этого заявления нападения на традиционных имамов на Северном Кавказе резко участились. Если в 2007 году было зафиксировано пять нападений на имамов, то в 2009 году это число удвоилось. Пятеро имамов погибли, столько же получили ранения.

## Ислам и внешняя политика России
Россия имеет статус наблюдателя в Организации Исламская конференция (сейчас — Организация исламского сотрудничества) с 2005 года.
В 2004 году в Государственной Думе РФ было создано парламентское объединение «Россия и исламский мир: стратегический диалог».
Чеченский конфликт ухудшил отношение к России в исламском мире. Однако исламский мир в целом мало поддерживал российских мусульман и их политические требования. В свою очередь, власти России не раз демонстрировали свое уважение к исламу, исламским странам и их лидерам. В российских политических кругах существовала уверенность в том, что Россия должна стремиться к союзу с исламскими странами (в первую очередь, с Турцией и Ираном), однако в отношениях России с исламскими государствами преобладало взаимное недоверие.
Российские исламские идеологи выдвигали разные внешнеполитические идеи. Так, глава Исламского комитета России Гейдар Джемаль заявлял, что Россия в союзе с Ираном должна возглавить «мировую бедноту» в альтерглобалистском протесте.

## Исламское образование в России
В советское время кадры мусульманского духовенства России в основном готовили в расположенном в Бухаре медресе «Мири-Араб», а также в Ташкентском исламском институте имени имама Аль-Бухари. На территории России в период с 1930-х годов до 1988 года никаких мусульманских образовательных учреждений официально не было.
Становление современной системы религиозного образования в России началось в 1988 году, когда при Московской соборной мечети начали действовать курсы по изучению Корана, слушателями которых были только взрослые люди (в 1989 году набрали также детей). В 1989 году открылось медресе имени имама Ризаитдина Фахретдина в Уфе, в 1990 году основано Закабаное медресе в Казани (впоследствии Казанское высшее мусульманское медресе имени 1000-летия принятия ислама). До 1991 года начальные и средние медресе появились в Дагестане и Чечне.
В 1990-е годы возникали многочисленные самодеятельные кружки, центры по изучению основ ислама. Тысячи молодых мусульман из России отправились на обучение в зарубежные исламские учебные заведения. Возвратившиеся на родину выпускники зарубежных исламских университетов часто предъявляют более жёсткие требования к единоверцам в отношении соблюдения обрядов, подчеркивают «неполноценность» местного ислама. В самой России на средства благотворительных фондов, прежде всего саудовских, были открыты десятки учебных заведений, которые также вели обучение по отличающимся от российских программам.
3 марта 2005 года на заседании Совета муфтиев России было принято решение о создании Совета по исламскому образованию, который принял Единый образовательный стандарт по исламскому религиозному высшему образованию. В нём была дана характеристика специальности «Исламское богословие». При получении этой специальности присваивается квалификация «проповедник-богослов (имам-хатыб), преподаватель».
Всего по состоянию на начало 2007 года в России насчитывалось 75 зарегистрированных средних и высших мусульманских учебных заведений; их общее число составило 229 (26 высших учебных заведений и 203 средних).
В конце 2006 года при участии Управления внутренней политики Администрации Президента РФ был создан Фонд поддержки исламской культуры, науки и образования. Распоряжением Правительства Российской Федерации № 775-р от 14.06.2007 г. был утверждён План мероприятий по обеспечению подготовки специалистов с углублённым знанием истории и культуры ислама в 2007—2010 годах. Задачей этих мероприятий является подготовка достаточного количества лояльных государству специалистов для работы в исламских религиозных объединениях (священнослужителей, преподавателей исламских учебных заведений, служащих аппаратов духовных управлений и издательств) для противодействия дальнейшему распространению радикального ислама. На эти цели было предусмотрено выделение из федерального бюджета значительных средств, что было осуждено некоторыми экспертами.
В 2017 году в городе Болгар Республики Татарстан открылась первая в России исламская академия — Болгарская исламская академия.

## Исламская культура в России
Наиболее мощный пласт современного исламского искусства в России — это вполне модернизованные живопись, архитектура и другие пластические искусства, в которые ислам присутствует как комплекс исторических или современных мотивов и как нравственное и философское содержание.
Продолжение исламских традиций в живописи можно встретить в работах татарских художников и дизайнеров, таких как Альфия Ильсова, Рустем Шамсутов, и многих других, которые активно используют образы исламской мифологии.
В современном искусстве Кабардино-Балкарии и других мусульманских регионов России исламская традиция понимается прежде всего как способ национальной самоидентификации и самовыражения.

## Исламофобия в России
14 % россиян отрицательно относятся к мусульманам. Исламофобская риторика наблюдается в СМИ, кинематографе, заявлениях некоторых политиков. Мусульмане более представителей других конфессий подвергаются репрессиям в местах заключения. Мусульманский хиджаб запрещён в школах ряда регионов, девочек, одетых по-мусульмански не допускают к учёбе. В России запрещаются исламские ненасильственные организации под предлогом «экстремизма».